# Барон Маргадейл
Барон Маргадейл из Айлея в графстве Аргайл — наследственный титул в системе Пэрства Соединённого королевства.

## История
Титул барона Маргадейла был создан 1 января 1965 года для консервативного политика Джона Гренвилла Моррисона (1906—1996). С 2003 года носителем титула является его внук, Алистер Моррисон, 3-й барон Маргадейл (род. 1958), который сменил своего отца в 2003 году. По состоянию на 2024 год титул барона Маргадейла является последним наследственным баронством, пожалованным не членам королевской фамилии.
Достопочтенный сэр Чарльз Моррисон (1932—2005) и достопочтенный сэр Питер Моррисон (1944—1995), младшие сыновья 1-го барона Маргадейла, были консервативными политиками и депутатами Палаты общин Великобритании.
Джеймс Моррисон (1789—1857), прадед 1-го барона Маргадейла, был трактирщиком в Хэмпшире, затем стал крупным текстильным скупщиком в Англии и видным банкиром. Он оставил после своей смерти состояние в размере около 4-х миллионов фунтов стерлингов, второе по величине в Великобритании (на первом месте был Натан Майер Ротшильд с 5 миллионами фунтов стерлингов). Чарльз Моррисон (1817—1909), старший сын Джеймса, продолжал отцовское дело и оставил капитал в размере 10,9 миллионов фунтов стерлингов в 1909 году, что стало самым крупным британским наследством того времени. Чарльз Моррисон был вторым по богатству человеком в Великобритании после герцога Вестминстерского. Хью Моррисон, племянник Чарльза Моррисона, был отцом 1-го барона Маргадейла. Джеймс Моррисон (1873—1934), дядя 1-го барона, был консервативным политиком.
Семейная резиденция — Фонтхилл-хаус в окрестностях епископства Фонтхилл в Уилтшире.

## Бароны Маргадейл (1965)
- 1965—1996: Майор Джон Гренвилл Моррисон, 1-й барон Маргадейл (16 декабря 1906 — 26 мая 1996), единственный сын политика Хью Моррисона (1868—1931). Депутат Палаты общин от Солсбери (1942—1965), лорд-лейтенант Уилтшира (1969—1981);
- 1996—2003: Джеймс Иэн Моррисон, 2-й барон Маргадейл (17 июля 1930 — 6 апреля 2003), старший сын предыдущего;
- 2003 — настоящее время: Алистер Джон Моррисон, 3-й барон Маргадейл (род. 4 апреля 1958), старший сын предыдущего
  - Наследник титула: достопочтенный Деклан Джеймс Моррисон (род. 11 июля 1993), единственный сын предыдущего.